# Deng Mengrong
Deng Mengrong (en chino: 鄧猛榮; 5 de mayo de 1990) es una deportista china que compitió en halterofilia. Ganó tres medallas en el Campeonato Mundial de Halterofilia entre los años 2013 y 2015.

## Palmarés internacional
| Campeonato Mundial | Campeonato Mundial       | Campeonato Mundial | Campeonato Mundial |
| Año                | Lugar                    | Medalla            | Categoría          |
| ------------------ | ------------------------ | ------------------ | ------------------ |
| 2013               | Breslavia (Polonia)      | Medalla de bronce  | 63 kg              |
| 2014               | Almaty (Kazajistán)      | Medalla de oro     | 58 kg              |
| 2015               | Houston (Estados Unidos) | Medalla de plata   | 58 kg              |